# Postlagerkarte
Die Postlagerkarte (kurz: PLK) wurde zum 1. Juni 1910 von der Deutschen Reichspost gegen eine Gebühr von 25 Pfennig (0,25 Goldmark) eingeführt. Die Karte berechtigt zum Empfang gewöhnlicher Briefsendungen, die die Bezeichnung „Postlagerkarte“ sowie die in der Karte angegebene Nummer und den Namen der ausstellenden Postanstalt trugen. Ihre Bedeutung bestand darin, Briefsendungen ohne persönliche Anschrift vor der Abholung durch Unbefugte zu schützen. Die Postanstalten stellten Postlagerkarten auf Antrag an jedermann gegen eine Ausstellungsgebühr aus, ohne einen Ausweis über die Person des Antragstellers zu verlangen. Als Gültigkeitsdauer war ein Monat vorgesehen oder, gegen Zahlung der Gebühr für jeden Monat der Gültigkeit, eine achtmalige Verlängerung. Maximale Dauer somit 9 Monate.
Am 1. Juni 1991 wurden die Postlagerkarte von der Deutschen Bundespost abgeschafft.

## Beschriftung
Die Beschriftung des Adressfeldes erfolgte nach folgendem Muster:
PLK 012345 C

1234 Musterstadt

Musterland

## Illegale Nutzung in der Computerszene
Postlagerkarten waren bis zu ihrer Abschaffung besonders in der Crackerszene beliebt, da hiermit im Vergleich zu einem regulären Postfach keine persönlichen Daten beim jeweiligen Postamt hinterlegt werden mussten. Die PLK-Adressen wurden dabei primär für den anonymen Versand und Empfang von Briefsendungen mit Raubkopien auf Disketten genutzt. Die entsprechenden PLK-Adressen fanden sich dabei beispielsweise in den Cracktros der Szenegruppen.